# Río Huebra
Der Río Huebra ist ein ca. 122 km langer östlicher Nebenfluss des Duero in der zentralspanischen Provinz Salamanca in der Autonomen Gemeinschaft Kastilien und León.

## Verlauf
Der Río Huebra entspringt in der Sierra de las Quilamas, einem Teil des Iberischen Gebirges, im Südosten der Provinz Salamanca etwa 2 km östlich der nahezu verlassenen Ortschaft Moraleja de Huebra in einer Höhe von ca. 800 m. Sein Verlauf führt stetig in nordwestliche Richtungen durch dünn besiedeltes Gebiet; dabei speist er mehrere kleinere Stauseen und Wehre und mündete – bis zur Fertigstellung der Talsperre Saucelle im Jahr 1956 – etwa 4 km westlich der Ortschaft Saucelle im Nordwesten der Provinz Salamanca in den Duero.

## Ortschaften
San Muñoz, El Cubo de Don Sancho

## Nebenflüsse
- Río Oblea, Río Yeltes, Río Camaces

## Sehenswürdigkeiten
Weite Strecken des Mittel- und Unterlaufs führen durch canyonartige Schluchten. Ausgangspunkt für einen nur etwa 6 km langen Rundwanderweg ist die kleine Ortschaft Saldeana.